# Slavonski Brod
Slavonski Brod este un oraș în cantonul Slavonski Brod-Posavina, Croația, având o populație de 59.141 de locuitori (2011).

## Demografie
Componența etnică a orașului Slavonski Brod
     Croați (93,69%)
     Sârbi (1,95%)
     Romi (1,93%)
     Necunoscut (0,46%)
     Neclasificat (1,55%)
Componența confesională a orașului Slavonski Brod
     Catolici (88,61%)
     Ortodocși (3,84%)
     Fără religie și atei (2,6%)
     Musulmani (1,98%)
     Necunoscută (1,95%)
     Alte religii (1,02%)
Conform recensământului din 2011, orașul Slavonski Brod avea 59.141 de locuitori. Din punct de vedere etnic, majoritatea locuitorilor (93,69%) erau croați, existând și minorități de sârbi (1,95%) și romi (1,93%). Apartenența etnică nu este cunoscută în cazul a 0,46% din locuitori. Din punct de vedere confesional, majoritatea locuitorilor (88,61%) erau catolici, existând și minorități de ortodocși (3,84%), persoane fără religie și atei (2,6%) și musulmani (1,98%). Pentru 1,95% din locuitori nu este cunoscută apartenența confesională.

## Personalități născute aici
- Branko Radičević (1824 - 1853), poet sârb;
- Mario Mandžukić (n. 1986), fotbalist croat.